# Abd-aix-Xafi (nom)
Abd-aix-Xafí és un nom masculí teòfor àrab islàmic (àrab: عبد الشافي, ʿAbd ax-Xāfī) que literalment significa ‘Servidor de Qui cura’, essent «Qui cura» un atribut de Déu. Si bé Abd-aix-Xafí és la transcripció normativa en català del nom en àrab clàssic, també se'l pot trobar transcrit Abdul Shafi, ‘Abdul Shafie... normalment per influència de la pronunciació dialectal o seguint altres criteris de transliteració. Com a teòfor, també el duen musulmans no arabòfons que l'han adaptat a les característiques fòniques i gràfiques de la seva llengua.